# Subtitle Workshop
Subtitle Workshop est un logiciel gratuit pour le sous-titrage vidéo. Il est simple d'utilisation et supporte plus de cinquante formats différents.

## Caractéristiques
Subtitle Workshop permet de créer et d'éditer des fichiers de sous-titre (les plus utilisés sont les  .srt) tout en affichant un aperçu de la vidéo afin de synchroniser facilement l'apparition des sous-titres. Le logiciel possède une multitude de fonctions permettant la resynchronisation, facilitant la traduction, etc.